# Nathan Orton
Nathan Orton (Knoxville, 24 novembre 1987) è un artista marziale misto e comico statunitense.

## Biografia
Nathan è nato il 24 novembre 1987 a Knoxville, nel Tennessee. È il figlio minore del wrestler professionista Bob Orton Jr. e dell'infermiera Elaine Orton. Anche suo nonno Bob Orton Sr. e zio Barry Orton erano wrestlers. Ha sorella di nome Becky e un fratello Randy anch'egli wrestler, noto per essere sotto contratto con la WWE nel roster di SmackDown.

## Carriera

### MMA
Esordisce nella MMA il 29 marzo 2008 durante il Mid-MO Fight Show 7, in un match contro Rex Sizemore, nella categoria Welterweight e vincendolo per sottomissione al 2º round.

### Risultati nelle arti marziali miste
| Risultato | Record | Avversario   | Metodo        | Evento              | Data          | Round | Tempo | Città | Note |
| --------- | ------ | ------------ | ------------- | ------------------- | ------------- | ----- | ----- | ----- | ---- |
| vittoria  | 1–0    | Rex Sizemore | Sottomissione | Mid-MO Fight Show 7 | 29 marzo 2008 | 2     |       |       |      |